# Houstoun House

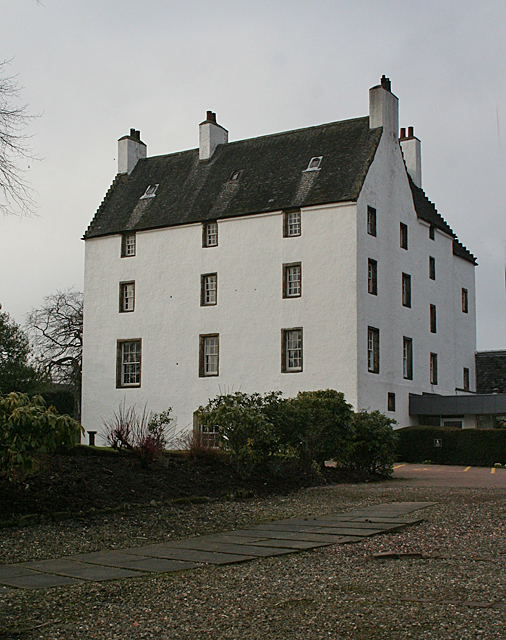
Houston House, Februar 2013

Houstoun House ist ein ehemaliges Herrenhaus und heutiges Hotel in der schottischen Ortschaft Uphall in der Council Area West Lothian. 1971 wurde Houstoun House in die schottischen Denkmallisten in der höchsten Kategorie A aufgenommen.

## Geschichte
Der Rechtsgelehrte John Shairp erwarb die Ländereien im Jahre 1569. Der Bau von Houstoun House begann im Jahre 1600. In den folgenden Jahrhunderten verblieb Houstoun House in Familienbesitz und wurde mehrfach erweitert; zuletzt im 19. Jahrhundert. Im Jahre 1945 wurde das Bauwerk an den Architekten Ian Lindsay veräußert, der es restaurierte. Nach einer Modernisierung 1970 wird es als Hotel genutzt. Houstoun House ist das Geburtshaus des schottischen Gelehrten John Campbell Shairp. Auch ein Besuch von Königin Maria Stuart ist verzeichnet.

## Beschreibung
Houstoun House liegt am Westrand von Uphall abseits der A899. Der ehemalige Sitz eines Laird weist grob einen U-förmigen Grundriss auf. Das Bruchsteinmauerwerk ist mit Harl verputzt. An das vierstöckige Hauptgebäude schließen sich niedrigere Anbauten an, darunter das zweistöckige Woman House. Wie auch das Hauptgebäude besitzt dieses eine Gewölbedecke im Erdgeschoss. Die Gebäudeöffnungen sind mit Faschen abgesetzt und die steilen Dächer mit Schiefer eingedeckt. Im Innenraum sind teilweise noch originale Täfelungen und Stuckarbeiten erhalten.